# Рене Лалик
Рене Жул Лалик (на френски: René Jules Lalique, 6 април 1860 – 1 май 1945) е френски бижутер, художник и дизайнер, работил в областта на декоративните изкуства и известен с произведенията си от цветно стъкло в стил ар нуво. Най-известни са неговите шишенца за парфюм, вази, бижута, лампиони, часовници и орнаментални фигурки (емблеми) за капака на автомобили. Основаната от него компания работи и до днес.

## Биография

### Произход и образование
Когато Лалик е на две години, семейството се премества да живее в предградията на Париж, но продължава да се връща лятно време в Ей. Тези ваканции оказват силно влияние върху склонността му към натурализма. На 12-годишна възраст той постъпва в колежа Тюрго, където се учи да рисува. Две години по-късно баща му умира и Рене става чирак в бижутерската работилница на златаря Луи Окок и посещава вечерните занятия на Висшето училище по изящни изкуства. През 1876 г. заминава за Лондон и в продължение на две години учи в колеж по изкуствата в Сайденъм.

### Ранно творчество: Ар Нуво
В Лондон укрепват уменията му за графичен дизайн и се развива още повече склонността му към натурализъм. След завръщането си в Париж той започва да работи на свободна практика, като прави проекти на бижута за Картие, Бушрон и др. През 1885 г. основава своя собствена компания и започва производството на свои модели бижута и изделия от стъкло. Към 1890 г. Лалик вече е признат за един от водещите дизайнери на бижута в стил Ар нуво във Франция, като създава новаторски модели и за новия магазин на Зигфрид Бинг в Париж – Мезон дел Ар нуво. Името му се превръща в едно от най-известните сред бижутерите, синоним на творчество, красота и качество.

### Късно творчество: Ар Деко
През 20-те години той се прочува и с работата си в стил Ар деко. Негово дело са сетните от осветено стъкло и елегантните стъклени колони, оформящи столовата и големия салон на трансатлантическия лайнер „Нормандия“, както и на интериора на църквата Сейнт Матю в Джърси (известна и до днес като „стъклената църква“).
Рене Лалик умира на 5 май 1945 г. и е погребан в гробището Пер Лашез в Париж. Внучката му Мари Клод-Лалик (1936 – 2003) също се е занимавала с обработка на стъкло.

## Галерия
- Емблеми на автомобили
- Водно конче
- Петле
- Конче

- Бижута
- Тиара
- Брошка от злато и емайл

- Декоративни предмети
- Захарница от сребро и стъкло
- Портрет на Медуза